# العلاقات السريلانكية المدغشقرية
العلاقات السريلانكية المدغشقرية هي العلاقات الثنائية التي تجمع بين سريلانكا ومدغشقر.

## مقارنة بين البلدين
هذه مقارنة عامة ومرجعية للدولتين:
| وجه المقارنة                                              | سريلانكا                         | مدغشقر                      |
| --------------------------------------------------------- | -------------------------------- | --------------------------- |
| المساحة (كم2)                                             | 65.61 ألف                        | 587.04 ألف                  |
| عدد السكان (نسمة)                                         | 21.44 مليون                      | 25.57 مليون                 |
| الكثافة السكانية (ن./كم²)                                 | 326.78                           | 43.56                       |
| العاصمة                                                   | سري جاياواردنابورا كوتي، كولمبو  | أنتاناناريفو                |
| اللغة الرسمية                                             | اللغة السنهالية، اللغة التاميلية | اللغة الملغاشية، لغة فرنسية |
| العملة                                                    | روبية سريلانكي                   | أرياري مدغشقري              |
| الناتج المحلي الإجمالي (بليون دولار)                      | 87.17 مليار                      | 11.50 مليار                 |
| الناتج المحلي الإجمالي (تعادل القوة الشرائية) بليون دولار | 246.62 مليار                     | 35.51 مليار                 |
| الناتج المحلي الإجمالي الاسمي للفرد دولار أمريكي          | 3.93 ألف                         | 401                         |
| الناتج المحلي الإجمالي للفرد دولار أمريكي                 | 11.11 ألف                        | 1.44 ألف                    |
| مؤشر التنمية البشرية                                      | 0.757                            | 0.510                       |
| رمز المكالمات الدولي                                      | +94                              | +261                        |
| رمز الإنترنت                                              | .lk،                             | .mg                         |
| المنطقة الزمنية                                           | ت ع م+05:30                      | ت ع م+03:00                 |

## منظمات دولية مشتركة
يشترك البلدان في عضوية مجموعة من المنظمات الدولية، منها:
| علم المنظمة | اسم المنظمة                               | تاريخ انضمام سريلانكا | تاريخ انضمام مدغشقر |
| ----------- | ----------------------------------------- | --------------------- | ------------------- |
|             | مؤسسة التنمية الدولية                     | 27 يونيو 1961         | 25 سبتمبر 1963      |
|             | يونسكو                                    | 14 نوفمبر 1949        | 10 نوفمبر 1960      |
|             | وكالة ضمان الاستثمار متعدد الأطراف        | 27 مايو 1988          | 8 يونيو 1988        |
|             | الأمم المتحدة                             | 14 ديسمبر 1955        | 20 سبتمبر 1960      |
|             | الاتحاد البريدي العالمي                   | ?                     | ?                   |
|             | البنك الدولي للإنشاء والتعمير             | 29 أغسطس 1950         | 25 سبتمبر 1963      |
|             | الاتحاد الدولي للاتصالات                  | 1897                  | 11 مايو 1961        |
|             | منظمة حظر الأسلحة الكيميائية              | ?                     | ?                   |
|             | مؤسسة التمويل الدولية                     | 20 يوليو 1956         | 27 سبتمبر 1963      |
|             | المركز الدولي لتسوية المنازعات الاستشارية | 11 نوفمبر 1967        | 14 أكتوبر 1966      |
|             | منظمة التجارة العالمية                    | ?                     | ?                   |
|             | منظمة الشرطة الجنائية الدولية             | ?                     | ?                   |

## وصلات خارجية
- موقع وزارة الخارجية السريلانكية